# Billete de cinco mil pesos colombianos
Los billetes de 5000 pesos colombianos ($ 5000) son una de las denominaciones del papel moneda que circulan actualmente en Colombia. La primera edición rindió homenaje a Rafael Núñez y a Miguel Antonio Caro, mientras que la segunda y tercera edición que circula actualmente rinde homenaje al poeta bogotano José Asunción Silva.

## Ediciones

### Primera edición
Lanzada el 5 de agosto de 1986 conmemorando el centenario de la Constitución, y puesta en circulación el 31 de julio del mismo año. Este billete muestra a Rafael Núñez en el frente, mientras que en el anverso se presenta a Miguel Antonio Caro, con la bandera y el nombre de los distintos estados de los Estados Unidos de Colombia. Su color predominante es el violeta.
| N.º Pick | Emisión             | Imágenes | Imágenes | Dimensiones | Color | Color   | Descripción  | Descripción                                                                       |
| N.º Pick | Emisión             | Anverso  | Reverso  | Dimensiones | Color | Color   | Anverso      | Reverso                                                                           |
| -------- | ------------------- | -------- | -------- | ----------- | ----- | ------- | ------------ | --------------------------------------------------------------------------------- |
| 434.ª    | 5 de agosto de 1986 |          |          | 140 × 70 mm |       | Violeta | Rafael Núñez | Miguel Antonio Caro y los estados que conformaban los Estados Unidos de Colombia. |

| Emisiones                                                | Diferencias |
| -------------------------------------------------------- | --- |
| 5 de agosto de 1986                                      | Impresa por la empresa alemana Bundesdruckerei. |
| 5 de agosto de 1987                                      | Impresa en Italia por el Istituto Poligrafico e Zecca dello Stato. |
| 5 de agosto de 1988                                      | Los dos hilos de seguridad se encuentran cerca del centro del billete. |
| 1 de enero de 1990                                       | Primera edición de billetes de 5000 Pesos fabricada en Colombia («Imprenta de Billetes – Bogotá»). Firman el director general del Banco de la República de Colombia, Francisco J. Ortega y el secretario general Luis Carlos León Cuervo.                                             |
| 31 de enero de 1992 4 de enero de 1993                   | La inscripción «Imprenta de Billetes - Bogotá» se sustituye por «Imprenta de Billetes - Santafé de Bogotá». Firman el director general del Banco de la República, Francisco J. Ortega y el secretario general Antonio Cerón del Hierro.                                               |
| 3 de enero de 1994 4 de julio de 1994 2 de enero de 1995 | De conformidad con el artículo 6.º de la Ley 31 del 29 de diciembre de 1992, la moneda de Colombia es el Peso, desapareciendo la inscripción "ORO". Firman el director general del Banco de la República, Miguel Urrutia Montoya y el director ejecutivo Fernando Copete Saldarriaga. |

### Segunda edición
Impresa el 1 de marzo de 1995. El diseño general fue obra del artista colombiano Juan Cárdenas. Presenta en su anverso al poeta José Asunción Silva. En el reverso se puede ver a un paisaje con la hermana de José A. Silva, dos plumas de ganso que simbolizan la herramienta del poeta, y un pedestal en el que se inscribe un fragmento microimpreso del poema Nocturno III, inspirado en ella.
Excepto por la emisión del 1 de julio de 1995 (Pick N.º 442), fabricada por Thomas de la Rue, todas las demás emisiones se imprimieron en Colombia.
Sus características de seguridad, son las siguientes:
- Marca de agua con el rostro de José A. Silva.
- Fibrillas, hilo de seguridad y sello del Banco de la República, visibles a la luz ultravioleta.
- Doble hilo de seguridad.
- Lentejuelas brillantes.
- Registro Perfecto que consiste en una figura (semejante a una letra "Y"), que vista al trasluz, coincide perfectamente con otra figura similar impresa en el reverso.

| N.º Pick | Emisión            | Imágenes | Imágenes | Dimensiones | Color | Color | Descripción         | Descripción                                                          |
| N.º Pick | Emisión            | Anverso  | Reverso  | Dimensiones | Color | Color | Anverso             | Reverso                                                              |
| -------- | ------------------ | -------- | -------- | ----------- | ----- | ----- | ------------------- | -------------------------------------------------------------------- |
| 441.ª    | 1 de marzo de 1995 |          |          | 140 × 70 mm |       | Verde | José Asunción Silva | Paisaje con la hermana del poeta y fragmento del poema Nocturno III. |

| Emisiones | Diferencias |
| --- | --- |
| 1 de marzo de 1995 1 de julio de 1995 1 de marzo de 1996 2 de enero de 1997 12 de octubre de 1997 2 de abril de 1998 23 de julio de 1999 | Aparece un nuevo diseño que rinde homenaje al centenario de la muerte del poeta José Asunción Silva.                                                                                       |
| 12 de octubre de 1999 | El logotipo del Banco de la República de Colombia se encuentra ahora integrada en la parte inferior derecha del reverso del billete.                                                       |
| 11 de noviembre de 2001 17 de diciembre de 2001 9 de mayo de 2002 6 de junio de 2003 20 de febrero de 2004                               | Se elimina el lugar de publicación («Santa Fe de Bogotá»). Firman el director general del Banco de la República, Miguel Urrutia Montoya y el director ejecutivo, Gerardo Hernández Correa. |
| 2 de noviembre de 2005 | La firma de Miguel Urrutia Montoya es sustituida por la del nuevo director general José Darío Uribe Escobar. El director ejecutivo, Gerardo Hernández Correa, sigue presente.              |
| 4 de febrero de 2006 15 de noviembre de 2006 18 de agosto de 2007 31 de agosto de 2008                                                   | Se establece un nuevo sistema de seguridad: las lentejuelas iridiscentes son reemplazadas por fibrillas de colores visibles no fluorescentes y fosforescentes invisibles al ojo desnudo.   |
| 21 de agosto de 2009 31 de julio de 2010 1 de agosto de 2010                                                                             | Se añade el número 5 en Braille para personas con discapacidad visual. |

### Tercera edición
El anverso se mantiene la imagen del rostro del poeta bogotano José Asunción Silva, y otra de cuerpo entero de espalda en la que sostiene un paraguas. En el reverso se plasma la imagen de los páramos colombianos, ecosistemas cruciales para la regulación hídrica. La imagen busca promover la protección de los páramos que se ven amenazados por la variación del sistema climático. También está impreso el poema «Melancolía» de José Asunción Silva.
| Emisión                | Imágenes | Imágenes | Dimensiones | Color | Color | Descripción         | Descripción         |
| Emisión                | Anverso  | Reverso  | Dimensiones | Color | Color | Anverso             | Reverso             |
| ---------------------- | -------- | -------- | ----------- | ----- | ----- | ------------------- | ------------------- |
| 9 de noviembre de 2016 |          |          | 133 × 66 mm |       | Café  | José Asunción Silva | Páramos colombianos |

Los billetes de 5000 pesos colombianos tienen las siguientes medidas de seguridad:
- En el anverso, La planta de la puya está impresa en color cobre y al girar el billete la parte interna cambia a color verde.
- A la luz ultravioleta, el billete muestra trazos fluorescentes en todo el billete.
- Las imágenes coincidentes del texto «BRC» y de un abejorro, impresos parcialmente en cada costado del billete.
- Al lado izquierdo del anverso se descubre al trasluz el rostro del poeta bogotano José Asunción Silva, con efecto tridimensional, y el número «5».
- Zonas en alto relieve ubicadas en el rostro del poeta Silva, los textos de «Banco de la República», las firmas de los gerentes y la denominación del billete en braille.
- En la franja de tonalidades café del anverso, al observar el billete en posición casi horizontal desde la esquina inferior derecha a la altura de los ojos, se descubre el texto «BRC»
- Al girar el billete, la parte central de la cinta de seguridad cambia de color fucsia a verde.

## Emisión
El Banco de la República ha emitido en total 3107,20 millones de billetes de 5000 pesos colombianos entre 1990 y 2019.
| 1990  | 1991  | 1992  | 1993   | 1994   | 1995   |
| ----- | ----- | ----- | ------ | ------ | ------ |
| 32,00 | 62,00 | 96,90 | 120,25 | 123,95 | 176,00 |

| 1996  | 1997  | 1998   | 1999  | 2000  | 2001   |
| ----- | ----- | ------ | ----- | ----- | ------ |
| 63,30 | 96,70 | 196,95 | 40,40 | 62,50 | 141,00 |

| 2002  | 2003  | 2004   | 2005  | 2006  | 2007  |
| ----- | ----- | ------ | ----- | ----- | ----- |
| 33,00 | 95,40 | 119,10 | 17,40 | 69,90 | 91,70 |

| 2008   | 2009   | 2010  | 2011   | 2012   | 2013   |
| ------ | ------ | ----- | ------ | ------ | ------ |
| 115,00 | 115,40 | 98,15 | 117,00 | 101,90 | 161,40 |

| 2014   | 2015   | 2016  | 2017   | 2018  | 2019   |
| ------ | ------ | ----- | ------ | ----- | ------ |
| 161,30 | 115,50 | 96,90 | 121,90 | 113,5 | 145,80 |

| 2020   | 2021   | 2022 |  |  |  |
| ------ | ------ | ---- |  |  |  |
| 124,60 | 128,50 | 18,3 |  |  |  |

## Circulación
El Banco de la República informó que a finales de 2022, 229,5 millones de billetes de 5000 pesos colombianos estaban en circulación en Colombia, que representan 1 147 559 millones de pesos colombianos.
| 2005    | 2006    | 2007    | 2008    | 2009    | 2010    | 2011    | 2012    |
| ------- | ------- | ------- | ------- | ------- | ------- | ------- | ------- |
| 366 450 | 405 933 | 448 959 | 515 813 | 528 180 | 566 934 | 592 910 | 653 048 |

| 2013    | 2014    | 2015      | 2016    | 2017      | 2018      | 2019      | 2020      |
| ------- | ------- | --------- | ------- | --------- | --------- | --------- | --------- |
| 798 545 | 973 397 | 1 007 940 | 939 943 | 1 025 235 | 1 004 467 | 1 095 421 | 1 220 119 |

| 2021      | 2022      |  |  |  |  |  |  |
| --------- | --------- |  |  |  |  |  |  |
| 1 075 320 | 1 147 559 |  |  |  |  |  |  |

| 2005 | 2006 | 2007 | 2008  | 2009  | 2010  | 2011  | 2012  |
| ---- | ---- | ---- | ----- | ----- | ----- | ----- | ----- |
| 73,3 | 81,2 | 89,8 | 103,2 | 105,6 | 113,4 | 118,6 | 130,6 |

| 2013  | 2014  | 2015  | 2016  | 2017  | 2018  | 2019  | 2020  |
| ----- | ----- | ----- | ----- | ----- | ----- | ----- | ----- |
| 159,7 | 194,7 | 201,6 | 188,0 | 205,0 | 200,9 | 219,1 | 244,0 |

| 2021  | 2022  |  |  |  |  |  |  |
| ----- | ----- |  |  |  |  |  |  |
| 215,1 | 229,5 |  |  |  |  |  |  |

## Medidas contra la falsificación
El director del Banco de la República de Colombia, José Darío Uribe, lanzó la campaña Billetes y monedas: valor y arte en 2010 para que los ciudadanos puedan detectar falsificaciones. A través de una serie de talleres, cajeros, comerciantes, conductores de servicios públicos, y en general, todos aquellos que pueden estar expuestos a recibir dinero falsificado fueron capacitados para reconocer el dinero falsificado. Al final de esta capacitación, recibieron como certificado una calcomanía para exhibir en su tienda y en sus cajas registradoras a fin de ahuyentar a los posibles traficantes de dinero falsificados. Según José Darío Uribe, «Las diversas campañas educativas que ha llevado a cabo el Banco de la República han reducido la cantidad de billetes falsos en Colombia». El Banco de la República recomienda reconocer los billetes falsos por el simple método de «Tocar, mirar y girar».

## En otros formatos
| Tipo      | Título                                             | Valor  | Características                    | Descripción | Descripción |
| Tipo      | Título                                             | Valor  | Composición                        | Anverso | Reverso |
| --------- | -------------------------------------------------- | ------ | ---------------------------------- | --- | --- |
| Retiradas |                                                    |        |                                    | | |
| Moneda    | Conmemoración de Santa Madre Laura Montoya Upegui. | $5.000 | Aleación: - Cobre 75% - Níquel 25% | Imagen de la primera santa colombiana Santa Laura Montoya, diseñada a partir de la fotografía exhibida en la Ciudad del Vaticano el día de su canonización (12 de mayo de 2013), el texto SANTA MADRE LAURA MONTOYA UPEGUI y los años 1874 - 1949. | Catedral Nuestra Señora de las Mercedes de Jericó, Antioquia, bordeado con las palabras República de Colombia, el año de acuñación y el nombre de CATEDRAL DE JERICÓ, ANTIOQUIA. |